# Margarita Herlein, probadora de hombres
Margarita Herlein, probadora de hombres es el noveno capítulo de la primera temporada de la serie de televisión Argentina Mujeres asesinas. Este episodio se estrenó el 13 de septiembre de 2005.
En el libro de Mujeres asesinas, este capítulo recibe el nombre de Margarita Herlein, probadora de hombres, al igual que en el capítulo de televisión.
Este episodio fue protagonizado por Araceli González en el papel de asesina. Coprotagonizado por Daniel Kuzniecka, Rafael Ferro y Claudio Gallardou. También, contó con las actuaciones especiales de los primeros actores Raúl Rizzo y Osvaldo Santoro. Y la participación de Gabo Correa.

## Desarrollo

### Trama
Margarita (Araceli González) es una bella y sensual mujer que es obligada por sus padres a casarse con un hombre. Ambos tienen dos hijos y viven en una casita en un pueblo. Este hombre quiere mucho a Margarita, pero se queja de que ella no hace nada y de que le saca dinero. Ella también lo quiere, pero un día se cansa de él y decide matarlo envenenándolo de a poco con veneno para ratas. Finalmente muere y nadie sabe que ella es la autora del crimen. A raíz de esto, Margarita se va del pueblo con sus pequeños hijos a la ciudad; ahí conoce inmediatamente a otro hombre: el que le muestra la nueva casa que ella desea alquilar. Como obviamente no tiene trabajo, conquista a este señor para que le pague todo. Al poco tiempo muere de la misma forma que el primer esposo. No muy lejano a esto, conoce a otro señor mucho mayor que ella, pero como éste no le da la suficiente atención, acaba muriendo por el veneno que Margarita le pone en las comidas. Este es el tercer hombre que mata Margarita y nadie se da cuenta de que ella es la responsable de todo, ya que piensan que mueren por cáncer. Pero un día conoce a su próxima pareja, un camionero que se enamora perdidamente; ella como de costumbre lo envenena. Pero las cosas a Margarita parecieran no funcionarle muy bien, el hermano de su próxima víctima sospecha de ella. Por ende, la denuncia, pero nadie le cree. Igualmente, fiel a sus instintos, comienza a investigarla. Después de un año, el nuevo esposo de Margarita va a un hospital de urgencia y ahí se revela todo, pero este pobre muchacho no pudo resistir y murió; su hermano revela que ella también mató a sus primeros tres esposos con la ayuda de un periodista y Margarita es detenida.

### Condena
La policía exhumó los cadáveres de Gebel, Vitale y Seitz. En todos ellos se encontró veneno. Margarita solo reconoció haber envenenado a Janush.Margarita Herlein fue sentenciada a cadena perpetua.

## Elenco
- Araceli González
- Daniel Kuzniecka
- Rafael Ferro
- Osvaldo Santoro
- Raúl Rizzo
- Claudio Gallardou
- Gabo Correa

## Adaptaciones
- Mujeres asesinas (México): Sandra, trepadora - Itatí Cantoral
- Mujeres asesinas (Ecuador): Margarita, probadora de hombres - Anghela Roncancio
- Mujeres asesinas (Italia): Margherita - Valentina Cervi[2]